# 本森·基普鲁托
本森·基普鲁托（1991年3月17日—），肯尼亚男子田径运动员，2021年波士顿马拉松男子金牌得主、2022年芝加哥马拉松男子金牌得主、2024年东京马拉松男子金牌得主、2024年夏季奥林匹克运动会男子马拉松铜牌得主。

## 个人最好成绩
- 半程马拉松 – 1:00:06（布拉格 2020）
- 马拉松 – 2:02:16（东京 2024）